# Philipp Mayer (Jurist)
Philipp Mayer (* 1. November 1798 oder 1799 in Prag; † 7. April 1828 in Wien) war ein österreichischer Jurist, Dichter und Prinzenerzieher.

## Leben
Mayer war Sohn wohlhabender Eltern. Er besuchte das Löwenburgsche Konvikt in der Wiener Josefstadt und absolvierte an diesem die gymnasiale und philosophie Ausbildung. Anschließend studierte er an der Universität Wien Rechts-, Staats- und Politikwissenschaften. Im Juni 1824 wurde er mit der Dissertation Das Patronatsrecht, dargestellt nach gemeinem Kirchenrechte und nach österreichischen Verordnungen zum Dr. iur. promoviert. Diese Dissertation galt als ausgezeichnete Darstellung dieses Rechtsgebietes, sodass Thomas Dolliner sie zur Grundlage seiner Vorlesung machte.
Mayer war bereits früh dichterisch tätig. Bereits 1817 wurde sein Gedicht Richard Löwenherz in Joseph von Hormayrs Zeitschrift Archiv gedruckt. Zudem beschäftigte er sich mit der Theorie zur Dichtung und der Möglichkeit diese zu vermitteln.
Mayer wurde bereits im Studium Erzieher bei Landgraf Joseph Egon von Fürstenberg. 1825 erhielt er eine Stelle als Erzieher des Erzherzogs Friedrich Ferdinand Leopold von Österreich. In diesem Amt konnte er lediglich bis 1828 wirken. In diesem Jahr erkrankten er und seine Ehefrau an einem Nervenfieber, von dem sie nicht mehr geheilt werden konnten.

## Werke (Auswahl)
- Das Patronatsrecht, dargestellt nach gemeinem Kirchenrechte und nach österreichischen Verordnungen, Mösle, Wien 1824.
- Theorie und Literatur der deutschen Dichtungsarten. Ein Handbuch zur Bildung des Styls und des Geschmacks. Nach den besten Hilfsquellen bearbeitet, 3 Bände, Gerold, Wien 1824.
- Dichtungen, Gehlen, Wien 1828 (posthum herausgegeben von Max von Löwenthal).